# Puduhepa
Puduhepa (o Puduheba; 1289 a.C. – 1200 a.C. circa) è stata una regina ittita del XIII secolo a.C..
Moglie del re ittita Hattušili III, ascese all'ufficio di regina regnante (in luvio/ittita "Munus.lugal.gal") nel 1265 a.C.; fu la più importante figura femminile della storia ittita, in campo politico e spirituale, e quella oggi meglio conosciuta.

## Una lunga storia d'amore
Dopo la battaglia di Kadesh contro gli Egizi (1274 a.C.), nella quale aveva avuto il comando delle forze ittite, il generale Hattusili, fratello del re Muwatalli II, stava rientrando alla sua sede ad Hakpis, quando decise di fermarsi nella città di Lawazantiya, nella regione di Kizzuwatna, per onorare presso il celebre santuario di quella città la dea Ishtar, di cui era devoto dalla nascita e sacerdote. Qui conobbe la figlia del sacerdote del tempio, Pentipsharri, la giovane Puduhepa, sacerdotessa a sua volta della dea e appena quindicenne. Nonostante la grande differenza di età Hattusili, che aveva appena compiuto quarant'anni, se ne innamorò in modo repentino e, ricambiato, in breve la sposò.
Rapidamente, grazie alla sua intelligenza, lucidità ed attitudine alla diplomazia, Puduhepa divenne la consorte principale di Hattusili, formando col consorte una coppia solida ed apprezzata. Così quando questi, pochi anni dopo il termine della guerra civile ittita, rimosse il nipote Muršili III dal trono (1265), Puduhepa divenne Regina Regnante dell'impero, succedendo in tale ufficio a Danuhepa, ultima moglie di suo suocero Muršili II e Regina Regnante da oltre un trentennio.

## La più grande Regina ittita
Negli anni seguenti Puduhepa assurse a connotati di assoluta preminenza nel regno, toccando vette di importanza a cui nessuna regina ittita era mai arrivata:
- nelle relazioni internazionali, mantenendo corrispondenza personale privata ed intessendo relazioni diplomatiche con vari sovrani (in particolare con Ramses II il Grande), tanto da firmare con il proprio sigillo, di fianco a quello del marito, lo storico trattato di pace tra Ittiti ed Egizi, una cui copia è esposta all'ingresso dell'ONU a New York;
- nell'amministrazione della giustizia, fungendo da giudice in svariati casi;
- in campo religioso, essendo sacerdotessa-capo dell'impero, indirizzando la vita religiosa stessa, promuovendo in particolare il culto delle grandi divinità femminili anatoliche.

Non solo ebbe un proprio sigillo, associato come per ogni Regina in carica a quello del Re di turno, ma il Prof. Neve ha identificato nell'archivio di Nișantepe ben quattordici atti firmati con il solo sigillo della regina: va rimarcato come Puduhepa sia una delle sole tre regine della storia ittitadi cui siano noti documenti recanti il suo solo sigillo, senza quello del re a fianco.
Puduhepa ebbe inoltre parte attiva nella scelta delle consorti dei maschi della famiglia reale: secondo una teoria di Beckman (poi ripresa da Singer ed altri storici) fu lei stessa a combinare il matrimonio del figlio Tudhaliya IV con una principessa babilonese, e lo stesso si adoperò per il nipote Kurunta, a tal punto che Tudhaliya stesso si sentì in dovere di includere nel celebre trattato col cugino inciso nel bronzo la libertà di questi di poter decidere da solo la consorte da sposare.
Puduhepa mantenne il ruolo di Regina Regnante (il titolo era "a vita", e veniva conservato anche dopo la morte del consorte) anche per l'intero periodo del regno del figlio Tudhaliya IV (1237-1209) che succedette ad Hattusili sul trono, e morì probabilmente novantenne nel regno del nipote Šuppiluliuma II, rimanendo una figura di riferimento assoluto per i sovrani e per il popolo, ed in carica per l'incredibile periodo di oltre 60 anni.
Puduhepa è anche l'ultima regina ittita nota: pochi anni dopo la sua morte, contro ogni attesa, l'impero ittita sarebbe scomparso.